# Rassemblement des gauches républicaines
Le Rassemblement des gauches républicaines (RGR) est une confédération de partis politiques et une coalition électorale centristes de la Quatrième République allant de la gauche modérée non communiste à de microscopiques formations conservatrices de droite. 
À la sortie de la Seconde Guerre mondiale, ce rassemblement permet au Parti radical, en s'alliant à la jeune UDSR, de retrouver une place sur l'échiquier politique français.

## Composantes
- le Parti radical,
- l'Union démocratique et socialiste de la Résistance (UDSR),
- plusieurs petites formations centristes ou nettement à droite, débris de formations de la IIIe République, telles que :
  - le Parti républicain et social de la réconciliation française (RF), qui était le successeur du Parti social français (PSF) d'avant-guerre et des Croix-de-Feu, et était toujours présidé par le colonel de La Rocque ;
  - l'Alliance démocratique, qui constituait l'un des partis de centre-droit de la IIIe République et dont étaient issues des personnalités du régime précédent comme Paul Reynaud ;
  - le Parti démocrate, ralliement républicain démocratique et socialiste, minuscule parti composé d'anciens résistants issus du Parti démocrate populaire, qui fusionna, après quelques mois d'existence, avec l'Union démocratique et socialiste de la Résistance ;
  - le Parti socialiste démocratique de Paul Faure. Ce dernier était composé quasi exclusivement de personnalités issues de la SFIO inéligibles pour faits de collaboration ;
  - le Parti radical indépendant ;
  - le Parti républicain-socialiste.

Ces deux derniers partis n'avaient plus d'existence réelle à la Libération, permettant à un radical hostile au RGR d'ironiser sur le fait qu'il n'avait pas trouvé leur trace dans l'annuaire.
Le Rassemblement des gauches républicaines comptait également des adhérents directs, dans une proportion relativement limitée, membres d'aucune des formations précédentes.

## Historique

### Les débuts
À l'origine conçu pour permettre aux radicaux et à l'UDSR de survivre au scrutin proportionnel, le RGR accueille de nombreuses formations conservatrices microscopiques afin d'entretenir l'illusion d'un vaste rassemblement. Il est incontestable que cette opération réussit parfaitement, le Parti radical ayant retrouvé une grande partie de son influence politique à la suite de la création du RGR. De fait, ce rassemblement est composé d'individualités et plutôt orienté à droite, en dépit de son nom. Le congrès du Parti radical tenu du 4 au 7 avril 1946 à Lyon entérine la décision de faire adhérer ce dernier au futur RGR,. Celui-ci tient son premier congrès en 1947. 
Le RGR est subventionné par le patronat français, qui voyait en lui (avant la création du CNIP) le meilleur rempart contre le communisme et l'étatisme, et le meilleur défenseur du libéralisme économique dans un contexte marqué par de nombreuses nationalisations.
Jean-Paul David, secrétaire général, dirige le rassemblement selon des principes d'organisation politique moderne.
Le RGR obtient un score de 11,6 % des suffrages aux législatives du 2 juin 1946, puis de 12,4 % (70 élus) à celles du 10 novembre 1946.
Le RGR s'affirme surtout lors des sénatoriales de 1948 en devenant le principal groupe de la Haute assemblée avec 83 élus.
Aux législatives de 1951, le RGR recueille 11,1 % des voix.
Grâce à sa participation à la Troisième force (avec la SFIO et le MRP), le RGR permet aux personnalités du parti radical et de l'UDSR de peupler de nombreux gouvernements de la première législature (1946-1951).

### RGR autonome
Après l'arrivée à la tête du Parti radical de Pierre Mendès France en mai 1955, Edgar Faure, alors président du Conseil, décide de prendre la direction du RGR en juin. Cette prise de contrôle lui offre un contrepoids face à son rival Pierre Mendès France. Elle lui permet notamment de contrôler une partie des investitures radicales en vue des élections législatives de janvier 1956. En novembre 1955, le RGR, confédération de partis politiques, se transforme en parti politique lui-même. En décembre 1955, le Parti radical exclut Edgar Faure et ses partisans, et se retire du RGR,,. Positionné au centre droit, le RGR réunit alors les radicaux hostiles à Pierre Mendès France et exclus du Parti radical. 
Aux législatives de 1956, le RGR n'obtient que 3,9 % des suffrages (12 élus) car de nombreux radicaux et UDSR se présentent alors sous l'étiquette du Front républicain (mendèsiste).
Le RGR éclate en 1958 : plusieurs de ses membres retournent au Parti radical, tandis que Jean-Paul David créé le Parti libéral européen. 

## Organisation
Le RGR est conçu dès l'origine comme une confédération de partis politiques, à l'instar de l'UDF quelques décennies plus tard. Il dispose néanmoins de caractéristiques propres à celles d'un parti politique lui-même (avant même sa transformation officielle en parti politique en 1955) telles que l'existence de fédérations départementales, de permanents, d’un centre de documentation et de recherches et de journaux.
En 1951, le RGR compte 17 500 adhérents, trente fédérations en métropole et six en outre-mer. 
Plusieurs organisations étaient affiliées aux RGR, comme le Rassemblement des femmes républicaines et l'Assemblée des jeunes RGR, devenue ensuite les Jeunesses européennes libérales.
En août 1954, la présidence du RGR est remplacée par un directoire appelé délégation permanente dont la présidence est dans un premier temps assurée à tour de rôle avant d'être dévolue à Edgar Faure à partir de juin 1955.

## Siège
Son siège est au départ situé rue d'Astorg puis déménage au 7bis place du Palais-Bourbon.

## Personnalités

### Présidents
- Marcel-François Astier (1946-1947)
- Gabriel Cudenet (1947-1948)
- Vacant (1949)
- Édouard Daladier (1950-1955)
- Edgar Faure (1955 à 1958)

### Secrétaire général
Jean-Paul David

### Autres personnalités
Henri Queuille, Jean Médecin, François Mitterrand, Félix Gaillard, Jules Valle ou René Mayer. Simone Aïn, fondatrice de la section de l'Hérault du Rassemblement des femmes républicaines (RFR), en 1949 à Béziers.